# リトル・マーメイドIII はじまりの物語
『リトルマーメイドIII はじまりの物語』（原題：The Little Mermaid: Ariel's Beginning）は、ディズニーのアニメーション映画『リトル・マーメイド』の続編で、シリーズでは第3作品目にあたるOVA作品。2008年8月26日（日本語版は2008年9月26日）に発売された。収録時間は約77分。

## ストーリー
物語の舞台は、第1作以前の海底の王国アトランティカ。まだ陸に憧れていないアリエルがアトランティカを変えるために冒険する話である。
最初はアリエルが5歳の時の話。入り江で、家族で遊んでいる時にトリトンはアリエルの母アテナにアテナの好きな曲のオルゴールを贈る。しかし、船が現れ、逃げ遅れたアテナが帰らぬ人となってしまう。トリトンは流れてきたオルゴールを捨て、その悲しみから逃れようとアテナが愛していた音楽をアトランティカで禁止してしまう。10年が経ち、美しく成長したアリエルは音楽が好きな鯛フランダーと出会い意気投合。その日の夜に不審な動きをするフランダーを追いかけた先には、禁止されているはずの音楽をするバンドや、聴衆のいる、ナマズクラブという秘密のクラブがあった。その上、バンドのボーカルはとても規則に厳しいセバスチャンだ。このクラブを機に母の好きだった音楽をアリエルは愛するようになった。姉たちを連れてクラブに行ったことが、家庭教師でありセバスチャンの座を狙うマリーナ・デル=レイに見つかり、トリトンによってナマズクラブのバンドとフランダーは牢屋に入れられ、アリエルは外出禁止になる。アリエルは音楽を取り戻すべく、バンドたちとアトランティカを飛び出し、歌いながらセバスチャンの後を行くとある平原についた。アリエルがその近くを探検していた時、昔トリトンがアテナに贈ったオルゴールを発見した。セバスチャンはこのオルゴールをアリエルに見つけさせるためにこの平原にきたのだ。これがあればトリトンも変わってくれると考えて、アトランティカに戻ろうとする。その途中、セバスチャンらはマリーナ・デル=レイ率いる電気鰻集団に殺されかけたが、バンドメンバーはそれぞれの特性や特技を駆使して撃退。セバスチャンはマリーナ・デル=レイを筒状のサンゴに突っ込ませて動けなくした。勝利を喜ぶアリエル達。しかしマリーナ・デル=レイがサンゴの中のままセバスチャンに突っ込むのをアリエルが捨て身の覚悟で間に飛び込み、谷のなかに落ちる。トリトンはアリエルを抱き、アリエルが握りしめていたオルゴールの音を聞き、その歌を口ずさみ、かつて歌を楽しんだことを思い出し、無事にアトランティカにアリエルが戻ったところで10年ぶりに音楽が戻り、セバスチャンは王宮初の専属作曲家に任命された。アリエルとトリトンは家族や仲間達共に音楽を楽しむのであった。
なお、マリーナ・デル・レイは自分の地位のためにアリエル達を殺そうとしたことでトリトンによって牢屋に閉じ込められていた。

## 登場人物
アテナ（Athena）
アリエルたち７人姉妹の母であり、トリトン王の妻。とても美しい容姿。音楽を愛する優しくおだやかな女王で、幸せに暮らしていた。だが、アリエルたち姉妹がまだ幼い頃、海賊船との衝突で帰らぬ人となってしまう。
長い赤髪と青い尾をもつ。
トリトン（Triton）
アリエルたち７人姉妹の父であり、アテナ女王の夫。アテナをこよなく愛していたため、彼女をなくした時のショックが大きく、彼女が愛していた音楽を一切禁止することで悲しみからのがれようとしていた。娘たちに厳しく接することが多いが、本当は娘思いの優しい父である。

### アリエルと姉妹たち
アリエル（Ariel）
本作の主人公。15歳の七女（末娘）。行動的で純粋な性格。規則が嫌いでよく父トリトンとは対立する。美しい声をもつ。姉たちとはもめることもあるが仲が良い。趣味は陸の世界の物を集めること。
アティーナ（Attina）
オレンジ色の尾をもつ21歳の長女。完璧主義でしっかり者であり、いつも妹たちをまとめるのに苦労している。父トリトンをとても尊敬していて、パパをがっかりさせないようにいつも気を配っている。
趣味は歴史を学ぶことと化石集め。サンゴ礁にゴミを捨てる人のことが許せない。
アラーナ（Alana）
紫色の尾をもつ20歳の次女。流行や美容など、自分を磨くモノには目がない。華やかで優雅な性格だが、しっかりしている。髪型が決まらない日が嫌い。
美容品作り、ドレスアップの他にも、花を摘むのが趣味。
アデーラ（Adella）
黄色の尾をもつ19歳の三女。明るい性格で、恋話や男子が大好き。キスを夢見ている。でも、まわりにからかわれるのが悩み。
みんなでおどることも好きな、活発で親しみやすい女の子である。
アクアータ（Aquata）
青色の尾をもつ18歳の四女。スポーツが得意で、ハキハキとした性格。みんなから”たくましい”と信頼されているが、人前で踊る事を怖がっていたり、人形が好きだったりと女の子らしい一面もある。アリスタに自分のものを勝手に使われるのが悩みの種。
アリスタ（Arista）
赤色の尾をもつ17歳の五女。忘れっぽく天然だが、本人はおそらく気付いていない。冒険や楽しいことが大好きで、アリエルとは気が合う。アクアータのものを勝手に使ったり、いつも誰かにツッコミをいれられたりするが、そんなことは気にしない、のんきで純粋な女の子。
アンドリーナ（Andrina）
赤紫色の尾をもつ16歳の六女。ユーモアがあり、いつもムードメーカー的な存在である。頭の回転がはやく、気のきいたジョークを言って人を笑わせるのが好き。また、探検や冒険など、新たな発見ができる事も大好き。退屈な人生を恐れている。
イルカと泳ぐのが趣味。

## 声の出演
本作では前作『リトル・マーメイド』や『リトル・マーメイドII Return to The Sea』では声優の割り当てがなかった、または未登場のオリジナルキャラクターも多い。前作にも登場したキャラクターについては、そちらの項目を参照のこと。
| 役名                 | 原語版                                                             | 日本語吹替え                                                       |
| -------------------- | ------------------------------------------------------------------ | ------------------------------------------------------------------ |
| アリエル             | ジョディ・ベンソン                                                 | すずきまゆみ                                                       |
| セバスチャン         | サミュエル・E・ライト                                              | 山寺宏一                                                           |
| トリトン             | ジム・カミングス                                                   | 石田太郎                                                           |
| マリーナ・デル・レイ | サリー・フィールド                                                 | 定岡小百合                                                         |
| フランダー           | パーカー・ゴリス                                                   | 海鋒拓也                                                           |
| アテナ               | (台詞)ローレライ・ヒル・バターズ (歌)アンドレア・ロビンソン        | 笹部恵里子                                                         |
| アデーラ             | タラ・ストロング                                                   | 小池亜希子                                                         |
| アンドリーナ         | タラ・ストロング                                                   | 成田紗矢香                                                         |
| アクアータ           | グレイ・デリスル                                                   | 恒松あゆみ                                                         |
| アリスタ             | グレイ・デリスル                                                   | 清水由紀                                                           |
| アティーナ           | カリ・ウォールグレン                                               | 松下こみな                                                         |
| アラーナ             | ジェニファー・ヘイル                                               | 渋谷飛鳥                                                           |
| ベンジャミン         | ジェフ・ベネット                                                   | 日村勇紀（バナナマン）                                             |
| モリー               | ロブ・ポールセン                                                   | 設楽統（バナナマン）                                               |
| インク・スポット     | ロブ・ポールセン                                                   | 真殿光昭                                                           |
| スイフティ           | ロブ・ポールセン                                                   | 茂木滋                                                             |
| チークス             | ケビン・マイケル・リチャードソン                                   | 多田野曜平                                                         |
| シェルボウ           | ジム・カミングス                                                   | 小形満                                                             |
| その他の吹替         | 松田健一郎／御園行洋／森夏姫／伝坂勉／朝比奈拓見／井上悟／三浦潤也 | 松田健一郎／御園行洋／森夏姫／伝坂勉／朝比奈拓見／井上悟／三浦潤也 |

## 挿入歌
- 「アテナの子守歌」

歌：笹部恵里子
- 「底なしの野望」

歌：定岡小百合、日村勇紀
- 「みんなで踊ろう」

歌：山寺宏一、ヴォイスフィールド
- 「ママの思い出」

歌：すずきまゆみ、ヴォイスフィールド）
- 「底なしの野望（リプライズ）」

歌：定岡小百合、日村勇紀
- 「みんなで踊ろう（アカペラバージョン）」

歌：海鋒拓也、すずきまゆみ、山寺宏一、ヴォイスフィールド
- 「歌の力」

歌：RIE、ヴォイスフィールド

## スタッフ
- 製作：ケンドラ・ハーランド
- 監督：ペギー・ホームズ
- 脚本：ロバート・リース、エヴァン・スピリオトポウロス
- ストーリー：ジュール・セルボ、ジェニー・ウィングフィールド
- ユニットディレクター ：ピーター・ロマース
- ユニットプロデューサー：メアリー・ソーン
- 音楽：ジェームズ・ドゥーリー

## 日本語版制作スタッフ
- 演出：向山宏志
- 吹替翻訳：杉田朋子
- 録音・調整：吉田佳代子
- 録音スタジオ：一口坂スタジオ、スタジオ・ユニ、オムニバス・ジャパン
- 制作担当：宮越啓之（東北新社）
- 録音制作：東北新社
- 制作監修：津司大三
- 制作総指揮：佐藤淳
- 音楽演出：市之瀬洋一
- 訳詞：杉田朋子
- 日本語版制作：DISNEY CHARACTER VOICES INTERNATIONAL, INC.